# Bran Stark
Brandon «Bran» Stark és un personatge fictici de la saga Cançó de gel i foc de George R. R. Martin. És representat com el segon fill d'Eddard Stark, Senyor d'Hivèrnia. Després de sofrir una caiguda d'una torre a les mans de Jaime Lannister, Bran queda tolit i comença a experimentar visions i estranys somnis que el guiaran en un viatge cap al nord per trobar al «corb de tres ulls».
En l'adaptació televisiva de HBO, Game of Thrones, és interpretat per l'actor Isaac Hempstead-Wright.

## Història

### Joc de Trons
Bran marxa amb el seu pare i germans a assistir a l'execució d'un desertor de la Guàrdia de la Nit, després troben cadells de llop huargo que adoptaran. Quan la comitiva reial de Robert Baratheon arriba a Hivèrnia, Bran practica amb el príncep Tommen Baratheon. Durant una de les seves escalades en una de les torres, Bran descobreix a la reina Cersei Lannister mantenint relacions sexuals amb el seu germà Jaime Lannister. Per evitar que ho divulgués, Jaime l'empeny de la torre on estaven. Bran queda en estat comatós i un assassí intenta rematar la feina, encara que és salvat per la seva mare i pel seu huargo. És durant aquest estat de coma quan Bran experimenta les seves primeres visions, inclosa la del corb de tres ulls. Bran desperta sobtadament del coma i decideix cridar al seu huargo Estiu.
Bran desperta però queda tolit i incapaç d'usar les cames. Ha de ser transportat per un servent deficient mental anomenat Hodor i està contínuament sota la supervisió del maestre Luwin. Gràcies a Tyrion Lannister, Bran aconsegueix tornar a cavalcar, però durant una d'aquestes pràctiques és atacat per un grup de salvatges i desertors de la Guàrdia de la Nit, és salvat pel seu germà Robb i Theon Greyjoy. Una d'aquestes salvatges, Osha, es convertirà en una consellera i amiga seva.
Quan Robb marxa al sud després de l'arrest d'Eddard Stark, Bran queda al càrrec d'Hivèrnia però sota el consell de Luwin i de Ser Rodrik Cassel.

### Xoc de Reis
A causa que Robb s'autoproclama Rei en el Nord, Bran es converteix en el seu hereu. Durant aquest temps rep la visita dels germans Jojen i Meera Reed, els quals afirmen que Bran és un canviapells i que aquests estranys "somnis" que posseeix són en realitat visions que té a través del seu llop Estiu. Jojen insta a Bran a viatjar més enllà del Mur per trobar al corb de tres ulls. Bran també té visions apocalíptiques d'Hivèrnia, on els seus ocupants apareixen morts i el bastió inundat.
La profecia de Bran es fa realitat quan Theon Greyjoy traeix als Stark i pren Hivèrnia, la qual amb prou feines es trobava defensada. Bran s'amaga al costat del seu germà Rickon, Osha, Hodor i els germans Reed. Per encobrir la seva fuita, Theon decideix executar als fills d'un moliner dient que són els petits Stark, i a partir de llavors, tothom els donarà per morts. Quan Theon és traït i Hivèrnia cremada per Ramsay Neu, Bran i el grup surten de les criptes on es troben a un moribund maestre Luwin que els insta a dirigir-se al Mur on es troba el seu mig-germà Jon Neu.
Per despistar als seus possibles perseguidors, Bran fuig al costat d'Hodor i els germans Reed mentre Rickon marxa amb Osha cap a rumb desconegut.

### Tempesta d'Espases
Bran i el seu grup arriben fins al Complimento, les terres de la Guàrdia de la Nit situades abans d'arribar al Mur. Bran perfecciona l'habilitat de veure a través d'Estiu i fins i tot aconsegueix ficar-se en la ment d'Hodor. Estant en Corona de la Reina, Bran, fa través d'Estiu, salva a Jon Neu de l'atac d'un grup de salvatges.
Bran i el grup arriben al Fort de la Nit on es topen amb Samwell Tarly, membre de la Guàrdia i millor amic de Jon. Sam els guia cap a una porta secreta des d'on podran arribar més enllà del Mur, encara que Bran li demana que no li digui res al seu germà Jon. Una vegada més enllà del Mur es topen amb Mansfredes, un estrany ser que aparentment sembla ajudar-los.

### Dansa de Dracs
Guiats per Mansfredes, el grup viatja a través del Bosc Encantat i arriben a una estranya cova on són atacats pels Altres. Gràcies al fet que la cova estava protegida contra els Altres, Bran i el grup entren dins on es topen amb el corb de tres ulls i amb els últims Nens del Bosc. Aquest corb de tres ulls, que aparentment resulta ser Brynden Rius, ensenya a Bran a perfeccionar els seus dons com verdvident i canviapells, també a veure el passat encara que no a modificar-lo. Al costat d'Hodor, també explora el més profund de la cova.
El corb de tres ulls li fa a Bran també una estranya profecia: «Mai de la vida caminaràs, però volaràs».